# Монастырь Святого Георгия у Чёрной горы
Монастырь Святого Георгия у Чёрной горыили Монастырь Мавровуни (греч. Ιερά Μονή Αγίου Γεωργίου Μαυροβουνίου) — мужской монастырь Китийской митрополии Кипрской православной церкви, расположенный на возвышенности Мавровуни, что в переводе на русский означает Чёрная Гора. Монастырь Святого Георгия. Монастырь у Чёрной Горы на Кипре, примерно в 10 километрах от города Ларнака.

## История
Известно, что в IX веке на этом месте был построен византийский храм. Капителий мраморной колонны, сохранившийся до наших дней, можно увидеть в монастырском дворике.
Неофит Затворник в 1134 году в одном из своих «слов» упоминает о неком слепом монахе, который после своего исцеления отправляется на Чёрную гору и собирается жить у храма Святого Георгия. Можно предположить, что именно речь шла именно об этом месте.
Был ли монастырь женским или мужским, неизвестно, историки склонны считать, что название рядом стоящего холма «Холм монахинь» говорит о том, что все-таки монастырь был женским.
Русский паломник — монах Василий Барский — посетил монастырь в 1735 году. Он писал, что братство в монастыре небольшое. Монахи выращивали маслины, шелковичного червя и занимались скотоводством.
25 марта 1821 года в Греции вспыхнуло восстание против турецкого владычества. Турки, во избежание мятежа киприотов 9 июля 1825 года убили вождей народа, главу Кипрской церкви архиепископа Киприана и многих представителей духовенства, монахов, мирян.

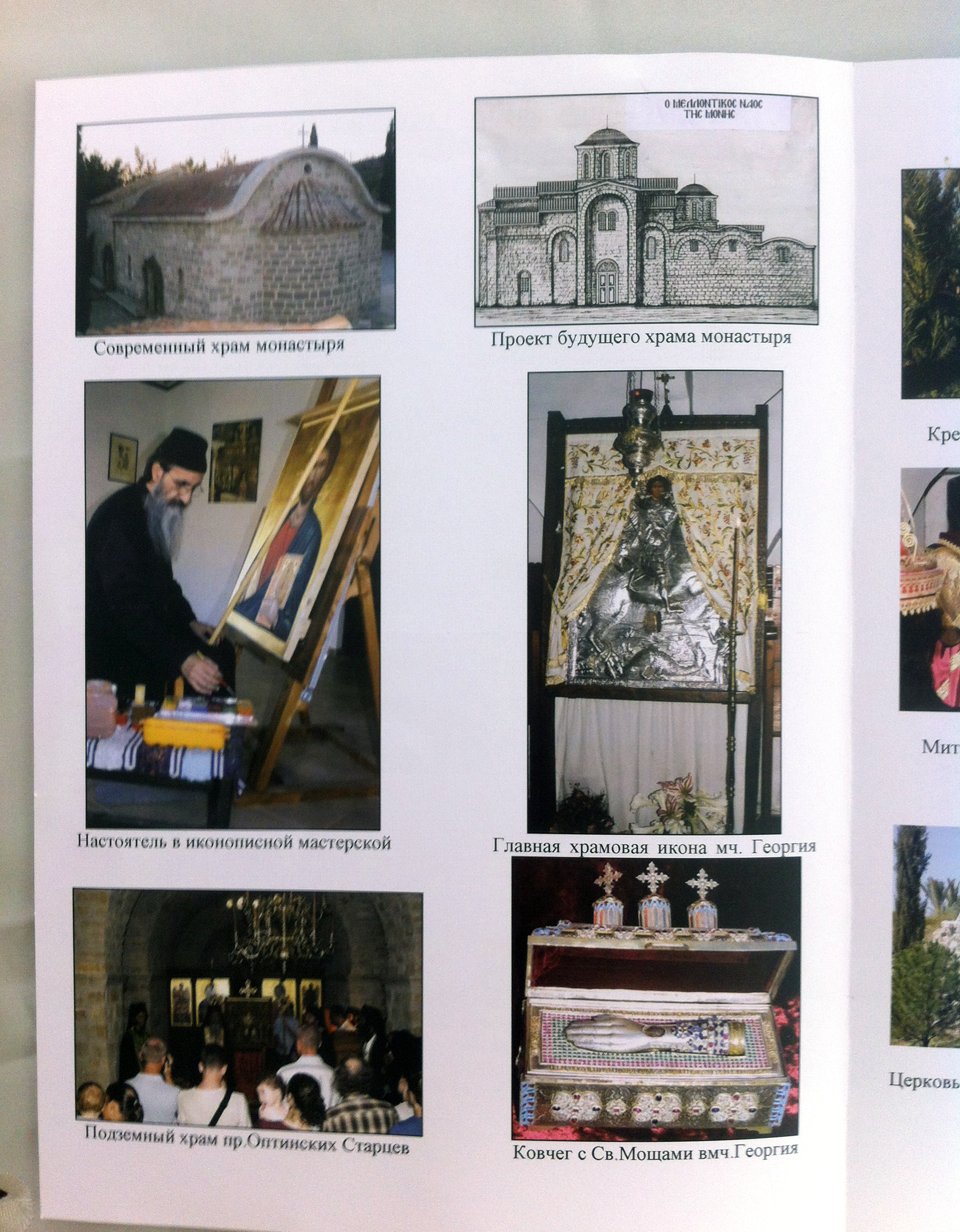
Монастырь Святого Георгия у Чёрной горы

По видимому разорён тогда был и монастырь Мавровуни. Сохранилась лишь церквушка начала XVIII века и два здания, которые пастухи использовали под овчарню.
Заново жизнь обители возродилась лишь в 1994 году. 16 апреля 1996 году на Пасху сюда пришли 3 монаха во главе с архимандритом Симеоном, которые взялись за восстановление монастыря, затем к ним присоединились ещё двое иноков.
В 2000-е годы в монастырском храме значительно увеличилось число прихожан, существенную часть которых составляет молодые люди. Чтобы все желающие имели возможность попасть на службу, на территории монастыря началось строительство нового большого храма. Настоятель монастыря Архимандрит Симеон изучал историю Христианства в России, но искренне любит Фёдора Достоевского. Именно поэтому цокольный этаж храма был освящен в 2006 году в честь Оптинских старцев. Иконы для строящегося на территории обители храма были написаны в Москве иконописцем Александром Лавданским.
15 марта 2009 году в монастыре Святого Георгия прошли Гоголевские чтения, посвящённые 200-летию со дня рождения писателя. В работе форума приняли участие: братия монастыря во главе с игуменом архимандритом Симеоном, сотрудники Русского православного образовательного центра, сотрудники Посольства России в Республике Кипр, педагоги и учащиеся школы при Посольстве РФ, представители русскоговорящего сообщества Кипра.